# Banaras Hindu University
Die Banaras Hindu University (auch BHU genannt) ist eine Universität in Varanasi im indischen Bundesstaat Uttar Pradesh. Derzeit sind etwa 15.000 Studenten eingeschrieben. Die Hochschule ist besonders für ihre Forschung und Lehre in den Bereichen Ingenieurwesen und Medizin bekannt. Sie verfügt über folgende Fakultäten und Einrichtungen:
- Institute Of Agriculture Science
- Institute of Medical Sciences
- Sir Sunderlal Hospital
- Institute of Technology
- Faculty of Science

- Faculty of Social Sciences
- Faculty of Education
- Faculty of Arts
- Faculty of Visual Arts
- Faculty of Performing Arts

- Faculty of Commerce
- Faculty of Law
- Faculty of Management Studies

- Sanskrit Vidya Dharma Vigyan Sankay
- Mahila Mahavidyalaya

Der Campus gehört mit seinen historischen Gebäuden und Gartenanlagen zu den schönsten in Indien.

## Geschichte
Die Gründung erfolgte am 4. Februar 1916.